# Владимир Илиев (автомобилен състезател)
Вижте пояснителната страница за други личности с името Владимир Илиев.
Владимир Илиев е бивш български автомобилен състезател, председател на Българската федерация по автомобилен спорт (БФАС) и преподавател по специалност „Автомобилен и мотоциклетен спорт“ в Национална Спортна Академия, София. Мениджър на рали тим – Iliev Rally Team.
Баща е на петкратния рали шампион на България Димитър Илиев.
Двамата със своя син управляват създадената през 2008 г. Академия за безопасно шофиране (Safety Driving Academy)
Кариерата му на автомобилен състезател започва през 1971 г., като продължава до 1988 г. Става рали шампион на България и Източно-европейски рали шампион.